# سوني نكس-3 أن
سوني نكس-3 أن (بالإنجليزية: Sony NEX-3)‏ كاميراكشف عنها في أبريل 2013 وهي بدقة 16.1 ميغابكسل ،  وهي  أصغر وأخف كاميرا ذات عدسات قابلة للتبديل حتى الآن ، حيث توفر شركة سوني 13 عدسة لاستخدامها مع الكاميرا  وتشتمل الكاميرا على شاشة  كريستال سائل تدور بمقدار 180 درجة 
1. ↑   https://www.sony.de/electronics/support/e-mount-body-nex-3-series/nex-3nl/specifications. اطلع عليه بتاريخ 2024-09-05. {{استشهاد ويب}}: |url= بحاجة لعنوان (مساعدة) والوسيط |title= غير موجود أو فارغ (من ويكي بيانات) (مساعدة)
2. ↑  سوني تطرح كاميرا صغيرة بعدسات متبدلة ، الجزيرة نت نسخة محفوظة 08 أبريل 2014 على موقع واي باك مشين. [وصلة مكسورة]